# Mouloudia Club El Bayadh
Pour les articles homonymes, voir Mouloudia Club et El Bayadh.
Maillots
Actualités
Le Mouloudia Club El Bayadh (en arabe : نادي مولودية البيض), plus couramment abrégé en MC El Bayadh ou encore en MCEB, est un club algérien de football créé en 1936 et basé dans la ville d'El Bayadh.

## Histoire
Par le passé, le MCEB a alterné ses meilleures saisons entre les deuxième (D2) et troisième (D3) paliers; avant de finir par accéder pour la première fois de son historie en D1 algérienne lors de la saison 2021-2022 en terminant champion de son groupe après une rude compétition contre le CR Témouchent,, pour ainsi clore une série de 4 accessions successives (à partir de la D5 jusqu'en D1).
Pour sa première saison en élite, le club n'a pas démérité et a réussi à dérocher une belle quatrième position au classement général malgré l'incident qu'a subi l'équipe en milieu de la saison.

## Identité du club

### Nom du club
Le club est créé sous le nom de l'Etoile du Sud de Geryville (ancien nom colonial de la ville d'El Bayadh), puis devient le Sporting Club de Geryville ensuite le Mouloudia Club de Geryville.
Après l'indépendance, Geryville devient El Bayadh et le club nom change aussi de nom pour devenir la Jamia Riadhia Baladiat El Bayadh puis le Mouloudia Club d'El Bayadh.

### Couleurs et devise
Les couleurs du club sont le bleu et le blanc.

## Palmarès et résultats sportifs

### Classement saison par saison
- 1962-63 : D?
- 1963-64 : D?
- 1964-65 : D4, 1re D Ouest Groupe ?, ?e
- 1965-66 : D4, PH Ouest groupe ?, ?e
- 1966-67 : D4, PH Ouest groupe ?, ?e
- 1967-68 : D4, PH Ouest groupe ?, ?e
- 1968-69 : D4, PH Ouest groupe ?, ?e
- 1969-70 : D4, 1re D Ouest, ?e
- 1970-71 : D4 (District de Saida et Tiaret), Première Division (une division de 12 clubs). ?e
- 1971-72 : D?
- 1972-73 : D?
- 1973-74 : D?
- 1974-75 : D?
- 1975-76 : D?
- 1976-77 : D?
- 1977-78 : D?
- 1978-79 : D?
- 1979-80 : D?
- 1980-81 : D?
- 1981-82 : D?
- 1982-83 : D?
- 1983-84 : D?
- 1984-85 : D?
- 1985-86 : D?
- 1986-87 : D?
- 1987-88 : D?
- 1988-89: D3, Régional Béchar, 1re play-off
- 1989-90: D3, Régional Béchar, 4e
- 1990-91: D3, Régional Béchar, 1re
- 1991-92: D2, 2e Division Ouest, 12e
- 1992-93: D2, 2e Division Ouest, 14e
- 1993-94: D2, 2e Division Ouest, 16e
- 1994-95: D3, Régional Béchar,  ?e
- 1995-96: D3, Régional Béchar,  ?e
- 1996-97: D3, Régional Béchar,  ?e
- 1997-98: D3, Régional Béchar,  ?e
- 1998-99: D3, Régional Béchar,  2e
- 1999-00: D3, Régional Béchar,  1re
- 2000-01: D2, 2e Division Centre-Ouest, 16e
- 2001-02: D3, Régional Béchar,  ?e
- 2002-03: D3, Régional Béchar, ?e
- 2003-04 : D2, 2e Division Ouest, 9e
- 2004-05: D3, Inter-régions Ouest, 9e
- 2005-06: D3, Inter-régions Ouest, 12e
- 2006-07: D3, Inter-régions Ouest, 13e
- 2007-08: D3, Inter-régions Ouest, 15e
- 2008-09 : D4, R1 Saïda, ?e
- 2009-10 : D4, R1 Saïda, ?e
- 2010-11 : D5, R1 Saïda, ?e
- 2011-12 : D5, R1 Saïda, ?e
- 2012-13 : D5, R1 Saïda, ?e
- 2013-14 : D6, R2 Saïda groupe A, 6e
- 2014-15 : D6, R2 Saïda groupe, ?e
- 2015-16 : D6, R2 Saïda groupe, ?e
- 2016-17 : D6, R2 Saïda groupe A, 1re
- 2017-18 : D5, R1 Saïda groupe B, 1re
- 2018-19 : D5, R1 Béchar groupe, 1re
- 2019-20 : D4, Inter-Régions Sud-Ouest, 1re
- 2020-21 : D3 Amateur Sud-Ouest Gr.F1, 1re
- 2021-22 : D2, Ligue 2 Centre-Ouest, 1re
- 2022-23 : D1, Ligue 1, 4e
- 2023-24 : D1, Ligue 1, 11e
- 2024-25 : D1, Ligue 1, ?e

### Parcours en Coupe Nationale
| Saison  | Tour        | Matchs               | Résultats |
| ------- | ----------- | -------------------- | --------- |
| 1962-63 | ?           |                      | ?         |
| 1963-64 | ?           | ?                    | ?         |
| 1964-65 | 1re T.R     | US Boufatis          | 4-0       |
| 1965-66 | ?           | ?                    | ?         |
| 1966-67 | 3e T.R      | SSEP Maghnia         | 3-1       |
| 1967-68 | 1re T.R     | AS Montgolfier       | ?         |
| 1968-69 | ?           | ?                    | ?         |
| 1969-70 | ?           | ?                    | ?         |
| 1970-71 | ?           | ?                    | ?         |
| 1971-72 | ?           | ?                    | ?         |
| 1972-73 | ?           | ?                    | ?         |
| 1973-74 | ?           | ?                    | ?         |
| 1974-75 | ?           | ?                    | ?         |
| 1975-76 | ?           | ?                    | ?         |
| 1976-77 | ?           | ?                    | ?         |
| 1977-78 | ?           | ?                    | ?         |
| 1978-79 | ?           | ?                    | ?         |
| 1979-80 | ?           | ?                    | ?         |
| 1980-81 | ?           | ?                    | ?         |
| 1981-82 | 1/16 finale | CR Belouizdad        | 3-2       |
| 1982-83 | ?           | ?                    | ?         |
| 1983-84 | ?           | ?                    | ?         |
| 1984-85 | ?e T.R      | ?                    | ?         |
| 1985-86 | 1/64 finale | CS Université d'Oran | 3-2 a.p   |
| 1986-87 | ?e T.R      | ?                    | ?         |
| 1987-88 | ?e T.R      | ?                    | ?         |
| 1988-89 | ?e T.R      | ?                    | ?         |
| 1989-90 | Annulée     | Annulée              | Annulée   |
| 1990-91 | 1/32 finale | USM Bel Abbès        | 4-1       |
| 1991-92 | ?e T.R      | ?                    | ?         |
| 1992-93 | Annulée     | Annulée              | Annulée   |
| 1993-94 | 1/32 finale | RC Arbaa             | 2-1       |
| 1994-95 | ?e T.R      | ?                    | ?         |
| 1995-96 | 1/32 finale | FCM Blida            | 1-0       |
| 1996-97 | ?e T.R      | ?                    | ?         |
| 1997-98 | ?e T.R      | ?                    | ?         |
| 1998-99 | 1/32 finale | RC Relizane          | 3-1       |
| 1999-00 | 1/32 finale | CR Belouizdad        | 1-0       |

| Saison  | Tour          | Matchs          | Résultats     |
| ------- | ------------- | --------------- | ------------- |
| 2000-01 | ?e T.R        | ?               | ?             |
| 2001-02 | 1/32 finale   | JSM Bejaia      | 3-0 forfait   |
| 2002-03 | 1/32 finale   | OM Ruisseau     | 1-0           |
| 2003-04 | 1/32 finale   | ES Mostaganem   | 1-0           |
| 2004-05 | ?e T.R        | ?               | ?             |
| 2005-06 | ?e T.R        | ?               | ?             |
| 2006-07 | Avant dernier | GCB Mascara     | 2-0           |
| 2007-08 | Avant dernier | WAB Tissemsilt  | ?             |
| 2008-09 | 1re T.R       | HB El Bordj     | ?             |
| 2009-10 | ?e T.R        | ?               | ?             |
| 2010-11 | 1re T.R       | HB El Bordj     | 1-0           |
| 2011-12 | 2e T.R        | ESB Dahmouni    | ?             |
| 2012-13 | ?e T.R        | ?               | ?             |
| 2013-14 | 1/32 finale   | WM Tébessa      | 3-2           |
| 2014-15 | ?e T.R        | ?               | ?             |
| 2015-16 | ?e T.R        | ?               | ?             |
| 2016-17 | 3e T.R        | USB Tissemsilt  | 2-1           |
| 2017-18 | 1/8 finale    | AS Ain M'lila   | 1-0           |
| 2018-19 | 1/32 finale   | AS Ain M'lila   | 1-1 t.a.b 4-1 |
| 2019-20 | 1/16 finale   | Paradou AC      | 5-0           |
| 2020-21 | Annulée       | Annulée         | Annulée       |
| 2021-22 | Annulée       | Annulée         | Annulée       |
| 2022-23 | 1/16 finale   | Olympique Akbou | 3-2           |
| 2023-24 | 1/32 finale   | SC Mecheria     | 1-1 t.a.b 3-5 |
| 2024-25 |               |                 |               |
| 2025-26 |               |                 |               |

## Structures du club

### Structures sportives

#### Stade Zakaria Medjdoub
Le stade est muni d'une pelouse synthétique et d'une capacité de 8000 places. 

### Sources et liens externes
- Ressources relatives au sport :   - FootballDatabase
  - Leballonrond
  - Mondefootball
  - Soccerway
  - Transfermarkt